# Nosybus nobilis
Nosybus nobilis is een insect uit de familie van de Berothidae, die tot de orde netvleugeligen (Neuroptera) behoort. 
Nosybus nobilis is voor het eerst wetenschappelijk beschreven door Navás in 1910.